# Margarita Musto
Margarita Musto (Montevideo, 16 de noviembre de 1955) es una actriz, directora de teatro, traductora y profesora uruguaya, directora general y artística de la Comedia Nacional.

## Biografía
Egresó en 1982 de la Escuela Municipal de Arte Dramático. Ha sido dirigida por directores como Carlos Aguilera, Jorge Curi, Mario Morgan, Omar Varela, China Zorrilla, David Hammond y Valentin Tepliakov. Participó en obras de autores clásicos como Chéjov, Shakespeare, Federico García Lorca, entre otros.
Trabajó en la serie televisiva Los Tres. En cine, interpretó el rol protagónico en La historia casi verdadera de Pepita la Pistolera, bajo la dirección de Beatriz Flores Silva. Por este papel fue galardonada en el Festival Internacional de Cine de Guadalajara y en el XII Festival Cinematográfico del Uruguay. En 2008 Flores Silva volvió a dirigirla en Polvo nuestro que estás en los cielos. Ha participado en otras películas como Retrato de mujer con hombre al fondo (1997), de Manane Rodríguez, y La memoria de Blas Quadra (2002) y Estrella del sur (2002), de Luis Nieto.
Como actriz de teatro, una de sus obras más relevantes fue Rompiendo códigos (Breaking the Code) de Hugh Whitemore, sobre la vida de Alan Turing. Dirigida por Héctor Manuel Vidal, la obra se mantuvo en cartel durante cuatro años y más de 300 funciones, a partir de 1994. Otras interpretaciones importantes en su carrera fueron El método Gronholm, Una relación pornográfica, Frozen, Sonata de otoño (dirigida por Omar Varela), Madre Coraje, Closer, Ha llegado un inspector (por China Zorrilla), etc.
Su obra En honor al mérito, basada en la investigación del asesinato de Zelmar Michelini, y en la que también actuó, fue estrenada en 2000 en el teatro El Galpón. Gracias a esta obra obtuvo en 2001 el premio Florencio en la categoría mejor texto de autor nacional y el primer premio de dramaturgia de la IMM. En 2011 volvió a obtener el Florencio a la mejor dirección y al mejor espectáculo teatral de la temporada por Blackbird (En alas de un pájaro negro), del dramaturgo escocés David Harrower. Otro de sus éxitos como directora fue Top Girls, de la dramaturga inglesa Caryl Churchill.
Ha traducido obras de teatro del francés y del inglés al español. Es docente de la Escuela Multidisciplinaria de Arte Dramático Margarita Xirgú y de la Escuela de Cine del Uruguay, además de dictar talleres de actuación. Desde el 2 de enero de 2013 y hasta 2016, se desempeñó como directora directora general y artística de la Comedia Nacional, siendo la primera mujer en ocupar ese cargo.
En 2004 la filial uruguaya de B'nai B'rith le otorgó el Premio Fraternidad por su trayectoria teatral.
Fue esposa del director de teatro Héctor Manuel Vidal, fallecido en 2014. Su hija María Vidal Musto es actriz de teatro.

## Filmografía
- La historia casi verdadera de Pepita la Pistolera (1993)
- Retrato de mujer con hombre al fondo (1997)
- La memoria de Blas Quadra (2000)
- Estrella del sur (2002)
- Polvo nuestro que estás en los cielos (2008)
- ¿Cómo te clasifico? (cortometraje, 2011)
- Migas de pan (2016)